# Helvécia
Helvécia là một thị trấn thuộc hạt Bács-Kiskun, Hungary. Thị trấn này có diện tích 56,47 km², dân số năm 2010 là 4443 người, mật độ 79 người/km².